# Eurig Wyn
Eurig Wyn (ur. 10 października 1944 w Crymych, zm. 25 czerwca 2019 w Waunfawr) – brytyjski i walijski polityk oraz dziennikarz, od 1999 do 2004 deputowany do Parlamentu Europejskiego.

## Życiorys
Z zawodu dziennikarz, pracował dla BBC. Został działaczem walijskiej partii Plaid Cymru, był radnym lokalnym i reprezentantem w Komitecie Regionów. W samorządzie lokalnym działał do 2016.
W wyborach w 1999 uzyskał mandat deputowanego do Parlamentu Europejskiego V kadencji. Należał do frakcji zielonych i regionalistów, pracował w Komisji Kultury, Młodzieży, Edukacji, Mediów i Sportu oraz w Komisji Petycji. Nie uzyskał reelekcji. Kandydował również w bez powodzenia w wyborach krajowych w 2005 i w wyborach europejskich w 2009.